# Giovanni Gerbi
(Paolo Conte)
Giovanni Gerbi (Asti, 4 giugno 1885 – Asti, 7 maggio 1954) è stato un ciclista su strada italiano, uno dei più popolari dell'epoca pionieristica del ciclismo.
In carriera vinse un Giro di Lombardia, tre Roma-Napoli-Roma, tre Giri del Piemonte e una Milano-Torino. Ricordato anche per la forte personalità, fu soprannominato "Diavolo Rosso". La leggenda narra che il soprannome gli venne affibbiato quando, durante una "fuga" in gara, capitò nel bel mezzo di una processione. Il parroco, vedendo il ciclista sfrecciare vestito con la sua tradizionale maglia da corsa rossa, lo apostrofò in piemontese con la frase "Chi a l'é col lì? Ël Diav?" ("Chi è quello lì, il Diavolo?").

## Carriera

### Gli esordi
Nacque ad Asti, nel sobborgo delle Trincere, figlio di un oste.
Con una bicicletta comprata con i propri risparmi di garzone impiegato in una bottega di un armaiolo meccanico, nel 1900, a soli quindici anni, si classificò al terzo posto nella sua prima gara, la Torino-Rivoli e ritorno; fu poi secondo alla Torino-Trana e alla Torino-Pianezza. Nell'agosto dello stesso anno partecipò al Campionato astigiano sul percorso di 95 km Asti-Moncalieri e ritorno, giungendo primo al termine di una volata a due.
Nel 1901 si trasferì a Milano, e qui trovò lavoro come garzone per un panettiere in Porta Ticinese; in città vinse altre corse per dilettanti, tra cui una Milano-Magenta e ritorno davanti a Ugo Sivocci, futuro automobilista, e una Milano-Pavia precedendo il pavese Giovanni Rossignoli. Proprio a Milano cominciò a frequentare il circuito di Piazza d'Armi (dove oggi sorge la Fiera), misurandosi con altri frequentatori del velodromo come Luigi Ganna, Eberardo Pavesi, Ernesto Azzini, Battista Parini e Carlo Galetti. Sempre mantenendosi con il lavoro di garzone e con i premi delle gare, nel 1902 si aggiudicò la Milano-Alessandria e la prestigiosa Coppa del Re a Novara, al termine di una fuga di circa 40 km.

### 1903-1908: le grandi vittorie
Nel 1903, a soli 18 anni, debuttò come ciclista di "prima categoria". In stagione vinse la Milano-Alessandria e la Milano-Genova, in quest'ultima peraltro dopo essere venuto alle mani con Rossignoli; fece poi sua, sempre su una bicicletta Bianchi, anche la Milano-Torino, concludendo a oltre 34 km/h di media e con quasi mezz'ora di vantaggio sul secondo. Raccontano le cronache che, quando Gerbi giunse sul rettilineo finale alla Barriera di Milano, mancavano ancora la giuria e lo striscione del traguardo. Alla seguente Gran Fondo di 600 km sul percorso Milano-Parma-Bologna-Vicenza-Verona-Milano dovette ritirarsi per indisposizione dopo aver condotto per lungo tempo la corsa insieme a Rossignoli, poi vincitore; in settembre vinse invece ancora la Coppa del Re, sul percorso Alessandria-Piacenza-Milano, a oltre 35 km/h di media.

Giovanni Gerbi in "posa" con la sua celebre divisa rossa

Nel 1904 si aggiudicò il Gran Premio della Gazzetta dello Sport e concluse nono alla Bordeaux-Parigi, sua prima esperienza all'estero; partecipò anche alla seconda edizione del Tour de France, ma dopo il quinto posto nella prima tappa fu costretto al ritiro durante la seconda tappa, sul Col de la République, per le aggressioni subite da parte di alcuni tifosi francesi. In quel 1904 prese il via anche al campionato del mondo di mezzofondo a Londra, allenato da Arturo Nuvolari, e raggiunse la finale, ma qui cadde proprio nelle ultime fasi di corsa: la vittoria andò allo statunitense Robert A. Walthour, mentre Gerbi fu portato esanime in ospedale, ove rimase per alcuni giorni in coma e per quasi un mese ricoverato.
Nel 1905 vinse la Corsa Nazionale dei 340 km (organizzata in sostituzione della Gran Fondo di 600 km) sul percorso Milano-Torino-Asti-Alessandria-Milano: nell'occasione, vittima di una rovinosa caduta ad Asti, che lo lasciò inizialmente privo di sensi, venne trasportato nella più vicina farmacia e lì ricevette le prime medicazioni; risalito in bicicletta tutto fasciato e sporco di sangue, riuscì a raggiungere e superare tutti i rivali (l'ultimo a Casteggio) imponendosi al traguardo con venti minuti di vantaggio. In stagione si impose anche nel campionato italiano di mezzofondo 100 km al Motovelodromo Umberto di Torino e, dopo un lungo duello con Giovanni Cuniolo, nella Coppa di Alessandria. Il 12 novembre 1905 conquistò anche la prima storica edizione del Giro di Lombardia, corsa sui 230 km del percorso Milano-Lodi-Bergamo-Lecco-Como-Varese-Milano: sfruttando rallentamenti e cadute tra i rivali su uno scambio tranviario tra Lodi e Crema, si involò in solitaria già dopo 30 km di corsa e giunse all'arrivo con oltre 40 minuti di vantaggio sul secondo, Giovanni Rossignoli. Nel 1906 fece sue tra le altre la Milano-Alessandria-Milano e il Giro del Piemonte; fu invece solo quinto nella Corsa Nazionale, che arrivava nel Parco dell'Esposizione internazionale a Milano, a causa di un errore nella segnalazione dell'arrivo. Sempre nel 1906 al Tour de France si ritirò nel corso della seconda tappa, mentre alla Bologna-Roma, quando era in testa con netto vantaggio, sbagliò strada in Maremma e dovette poi ritirarsi per il ritardo accumulato.
Nel 1907 vinse in sequenza tra maggio e settembre il Giro delle Antiche Province Piemontesi, la Corsa Nazionale dei 340 km, la Coppa Savona, la Milano-Firenze e la Roma-Napoli-Roma, mentre alla Milano-Sanremo (prima edizione della futura "Classicissima") fu retrocesso dal secondo al terzo posto per aver fatto cadere Gustave Garrigou allo scopo di favorire Lucien Petit-Breton, suo compagno di squadra alla Bianchi, nella volata finale. In chiusura di stagione si aggiudicò ancora il Giro di Lombardia in solitaria, dopo aver attaccato già a una trentina di chilometri dal via, ma fu poi retrocesso all'ultimo posto dalla giuria per irregolarità. I tifosi di Gerbi, presumibilmente d'accordo con lo stesso ciclista, avevano infatti ostacolato ripetutamente i rivali, tra cui Garrigou, secondo al traguardo e poi dichiarato vincitore, prima chiudendo un passaggio a livello, e poi gettando chiodi sul manto stradale; lo stesso Gerbi si era inoltre fatto aiutare da allenatori in motocicletta, sfruttandone la scia. A seguito di questi fatti, il 18 dicembre 1907 l'Unione Velocipedistica Italiana squalificò dalle corse il campione astigiano per ben due anni. La squalifica, dopo un congresso straordinario dell'U.V.I. tenutosi a Firenze, sarà poi ridotta a sei mesi, anche su pressione dei numerosissimi tifosi di Gerbi.
Ripresentatosi alle corse nel giugno 1908, ottenne altre sette vittorie, tra cui quelle nella Corsa Nazionale (su un percorso di 390 km), nel Giro del Piemonte con partenza e arrivo ad Alessandria, e nella Roma-Napoli-Roma, suddivisa per la prima volta in due frazioni; concluse anche terzo al Giro di Lombardia, alle spalle di François Faber e Luigi Ganna, in una giornata segnata dal gelo e dal fango. In stagione partecipò anche per la terza volta al Tour de France, questa volta con la maglia della Peugeot e come gregario di Petit-Breton: in quella Grande Boucle fu secondo nella tappa di Nîmes e chiuse infine al ventesimo posto assoluto.

### 1908-1920: le esperienze al Giro d'Italia e gli ultimi anni
Nella primavera 1909 concluse quinto alla Milano-Sanremo. In maggio prese quindi parte alla prima storica edizione del Giro d'Italia. Considerato, insieme a Luigi Ganna, il favorito per il successo, già nelle prime fasi della prima tappa fu coinvolto in una caduta che lo costrinse a rientrare all'officina Bianchi più vicina per le riparazioni alla ruota danneggiata; l'incidente gli fece accumulare subito un ritardo di tre ore. C'è però da notare che nelle prime edizioni de Giro la classifica veniva stilata solo in base ai piazzamenti ottenuti nelle tappe: 1 punto al vincitore, 2 punti al secondo ecc.; vinceva chi alla fine totalizzava il punteggio inferiore. Di conseguenza ritardi anche elevati in singole tappe non pregiudicavano la vittoria. Attardato da ulteriori incidenti nelle tappe successive, si ritirò nella frazione tra Firenze e Genova. Nel finale di stagione si aggiudicò per la terza volta consecutiva la Roma-Napoli-Roma: la seconda tappa di quella corsa verrà ricordata dallo stesso Gerbi, alcuni anni dopo, come la prova in cui soffrì di più per la fatica («Credetti morire» commentò).
Nel 1910 si ritirò già nella prima tappa del Giro d'Italia. Nel 1911 vinse la classifica isolati del Giro d'Italia, e concluse terzo assoluto alle spalle di Carlo Galetti e Giovanni Rossignoli. L'anno dopo, come componente del quartetto marchiato "Gerbi" insieme a Giovanni Rossignoli, Pierino Albini e Lauro Bordin, concluse ancora terzo al Giro d'Italia, corso quell'anno in un'inedita versione a squadre; nell'ottobre 1913, sul circuito fiorentino delle Cascine, strappò il record mondiale delle sei ore senza allenatore al tedesco Weise, percorrendo 208,161 km.

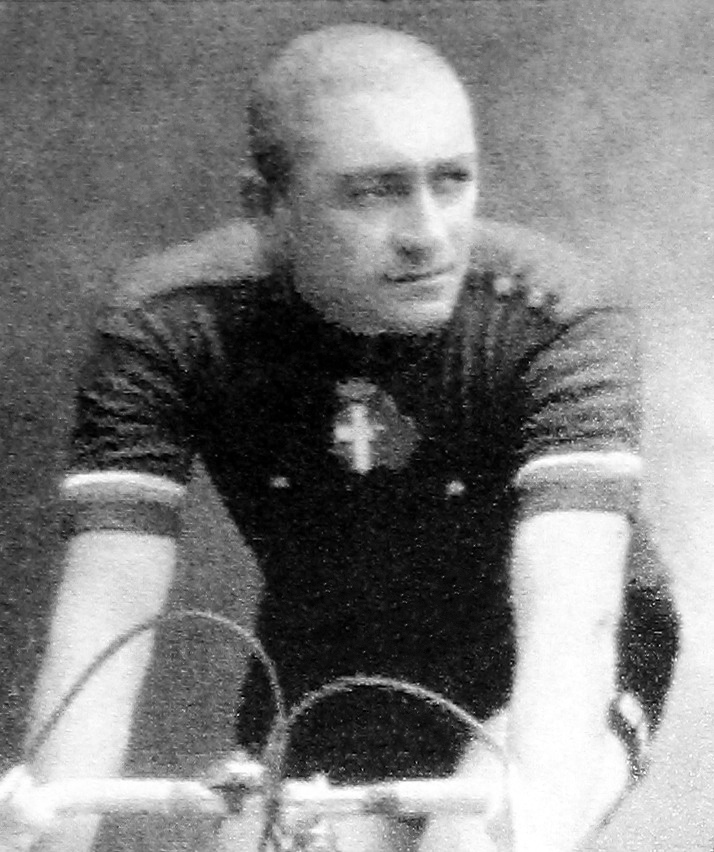
Giovanni Gerbi.

Dopo la prima guerra mondiale, tornò a gareggiare nel 1920, quando prese parte al Giro d'Italia: venne però squalificato perché trovato a farsi trainare da un sidecar. Il direttore della Gazzetta dello Sport Vittorio Varale ci mise del tempo a convincere i tifosi inferociti per la decisione di squalificarlo. Nello stesso anno Gerbi si ritirò dalla scena ciclistica professionistica, dedicandosi alla produzione e al commercio delle biciclette.

### Il ritorno e la fine della carriera
Nel 1926 Gerbi tornò al Giro d'Italia, ma dovette abbandonare dopo due tappe. Nel 1932, a 46 anni compiuti, partecipò ai campionati italiani veterani, vincendoli; prese il via anche alla Milano-Sanremo, concludendola, e batté al Vigorelli il record dell'ora per veterani. Nello stesso anno fu invitato a correre il Giro d'Italia, a ventitré anni dalla prima partecipazione, diventando così, a quasi 47 anni di età, il ciclista più anziano di sempre a prendere il via nella "Corsa rosa". In quel Giro concluse fuori tempo massimo l'ottava tappa, venendo estromesso come da regolamento.
Chiuse definitivamente la carriera ciclistica a 56 anni, vincendo nel novembre del 1941 il Giro del Monferrato per veterani.
Morì il 7 maggio 1954 ad Asti.

## Il ricordo
Il cantautore astigiano Paolo Conte, nel suo album Appunti di viaggio (etichetta RCA Italiana) del 1982, ha dedicato al concittadino Giovanni Gerbi una traccia dal titolo Diavolo rosso; la canzone è presente anche nel "live" Concerti (etichetta CGD) del 1986.
Ad Asti, la sua città, gli è stata intitolata la via del Palazzetto dello Sport comunale.

## Palmarès

### Strada
- 1900 (dilettanti)

Asti-Moncalieri-Asti
- 1901 (dilettanti)

Milano-Varese
- 1902 (dilettanti)

Coppa del Re
Milano-Alessandria
- 1903 (Individuale/C.V. Alessandrino/Maino, quattro vittorie)

Milano-Alessandria
Milano-Genova
Milano-Torino
Milano-Como
Coppa del Re
- 1904 (La Française, una vittoria)

Gran Premio della Gazzetta dello Sport
- 1905 (Maino & Peugeot, tre vittorie)

Corsa Nazionale
Coppa Città di Alessandria
Giro di Lombardia
- 1906 (Maino & Peugeot, cinque vittorie)

Coppa Città di Savona
Milano-Alessandria-Milano
Milano-Pontedecimo
Giro del Piemonte
Brescia-Milano-Pallanza
- 1907 (Maino & Peugeot & Bianchi, sei vittorie)

Corsa Nazionale
Giro delle Antiche Province Piemontesi
Coppa Città di Savona
Milano-Bologna-Firenze
Roma-Napoli-Roma
Gran Premio della Gazzetta dello Sport
- 1908 (Maino & Peugeot, sette vittorie)

Corsa Nazionale
Gran Premio della Gazzetta dello Sport
Giro del Piemonte
Campionato Piemontese
1ª tappa Roma-Napoli-Roma (Roma > Napoli)
2ª tappa Roma-Napoli-Roma (Napoli > Roma)
Classifica generale Roma-Napoli-Roma
- 1909 (Bianchi, quattro vittorie)

Coppa San Giorgio
2ª tappa Roma-Napoli-Roma (Napoli > Roma)
Classifica generale Roma-Napoli-Roma
Milano-Firenze
- 1911 (Gerbi, una vittoria)

Coppa Città di Savona

#### Altri successi
- 1903 (Maino)

Circuito di Cremona (Criterium)
- 1911 (Gerbi)

Classifica indipendenti Giro d'Italia
- 1913 (Gerbi)

Giro delle due Province (Criterium)

### Pista
- 1905

Campionati italiani (Mezzofondo)
- 1913

Record del mondo delle Sei Ore

## Piazzamenti

### Grandi Giri
- Giro d'Italia

1909: ritirato (6ª tappa)
1910: ritirato (1ª tappa)
1911: 3º
1912: 3º (classifica a squadre)
1913: ritirato (1ª tappa)
1914: ritirato (5ª tappa)
1920: ritirato (4ª tappa)
1926: ritirato (2ª tappa)
1932: fuori tempo massimo (8ª tappa)
- Tour de France

1904: ritirato (2ª tappa)
1906: ritirato (2ª tappa)
1908: 20º

### Classiche monumento
- Milano-Sanremo

1907: 3º
1909: 5º
1910: non partito
1920: 18º
1932: 81º
- Giro di Lombardia

1905: vincitore
1907: 37º
1908: 3º